# 24 Heures de Daytona 1993
Navigation
Édition précédente Édition suivante
Les 24 Heures de Daytona 1993 (officiellement appelé le 1993 Rolex Daytona 24 Hours), disputées sur les 30 janvier 1993 et 31 janvier 1993 sur le Daytona International Speedway ont été la trente-et-unième édition de cette épreuve, la vingt-sixième sur un format de vingt-quatre heures, et la première manche du Championnat IMSA GT 1993.

## Engagés
La liste officielle des engagés était composée de 62 voitures. 61 ont participé aux essais dont 9 en GTP, 9 en GTP Lights, 3 en Le Mans, 20 en GTS, 10 en GTU et 10 en Invitational GT.

## Course
Voici le classement provisoire au terme de la course,,.
- Les vainqueurs de chaque catégorie sont signalés par un fond jauni.
- Pour la colonne Pneus, il faut passer le curseur au-dessus du modèle pour connaître le manufacturier de pneumatiques.

| Pos. | Classe | N° | Écurie                                           | Pilotes                                                                                           | Châssis                            | Pneus | Tours | Temps                |
| Pos. | Classe | N° | Écurie                                           | Pilotes                                                                                           | Moteur                             | Pneus | Tours | Temps                |
| ---- | ------ | -- | ------------------------------------------------ | ------------------------------------------------------------------------------------------------- | ---------------------------------- | ----- | ----- | -------------------- |
| 1    | GTP    | 98 | All American Racers                              | P. J. Jones (en) Rocky Moran (en) Mark Dismore (en)                                               | Eagle MkIII (en)                   | G     | 698   | 24 h 00 min 27 s 250 |
| 1    | GTP    | 98 | All American Racers                              | P. J. Jones (en) Rocky Moran (en) Mark Dismore (en)                                               | Toyota 3S-GTM 2,1 l I4 Bi-Turbo    | G     | 698   | 24 h 00 min 27 s 250 |
| 2    | GTS    | 11 | Roush Racing                                     | Wally Dallenbach Jr. Robby Gordon Robbie Buhl Tommy Kendall                                       | Ford Mustang                       | G     | 688   |                      |
| 2    | GTS    | 11 | Roush Racing                                     | Wally Dallenbach Jr. Robby Gordon Robbie Buhl Tommy Kendall                                       | Ford 6,5 l V8 Atmo                 | G     | 688   |                      |
| 3    | GTS    | 15 | Roush Racing                                     | John Fergus Jim Stevens Mark Martin                                                               | Ford Mustang                       | G     | 686   |                      |
| 3    | GTS    | 15 | Roush Racing                                     | John Fergus Jim Stevens Mark Martin                                                               | Ford 6,5 l V8 Atmo                 | G     | 686   |                      |
| 4    | GTS    | 1  | Cunningham Racing                                | John Morton Johnny O'Connell Steve Millen (en)                                                    | Nissan 300ZX Turbo                 | Y     | 668   |                      |
| 4    | GTS    | 1  | Cunningham Racing                                | John Morton Johnny O'Connell Steve Millen (en)                                                    | Nissan 3,0 l V6 Bi-Turbo           | Y     | 668   |                      |
| 5    | GTP    | 16 | Dyson Racing                                     | James Weaver Rob Dyson (en) Price Cobb Elliott Forbes-Robinson                                    | Porsche 962                        | G     | 655   |                      |
| 5    | GTP    | 16 | Dyson Racing                                     | James Weaver Rob Dyson (en) Price Cobb Elliott Forbes-Robinson                                    | Porsche Flat-6 Turbo               | G     | 655   |                      |
| 6    | GTP    | 30 | Momo                                             | Giampiero Moretti Derek Bell Massimo Sigala John Paul Jr.                                         | Nissan NPT-90 (en)                 | G     | 645   | Moteur               |
| 6    | GTP    | 30 | Momo                                             | Giampiero Moretti Derek Bell Massimo Sigala John Paul Jr.                                         | Nissan 3,0 l V6 Bi-Turbo           | G     | 645   | Moteur               |
| 7    | Lights | 36 | Erie Scientific Company                          | John Grooms Frank Jellinek Jim Downing Tim McAdam                                                 | Kudzu DG-1                         |       | 645   |                      |
| 7    | Lights | 36 | Erie Scientific Company                          | John Grooms Frank Jellinek Jim Downing Tim McAdam                                                 | Mazda 13B 1,3 l 2-Rotor            |       | 645   |                      |
| 8    | GTS    | 17 | Roush Racing                                     | Jon Gooding Joe Pezza Bill Cooper                                                                 | Ford Mustang                       |       | 638   |                      |
| 8    | GTS    | 17 | Roush Racing                                     | Jon Gooding Joe Pezza Bill Cooper                                                                 | Ford 6,5 l V8 Atmo                 |       | 638   |                      |
| 9    | GTU    | 82 | Wendy's Racing Team                              | Dick Greer Al Bacon Peter Uria Mike Mees                                                          | Mazda RX-7                         | G     | 623   |                      |
| 9    | GTU    | 82 | Wendy's Racing Team                              | Dick Greer Al Bacon Peter Uria Mike Mees                                                          | Mazda Rotatif                      | G     | 623   |                      |
| 10   | LM     | 2  | Bud Light Jaguar Racing ( Tom Walkinshaw Racing) | Scott Goodyear Scott Pruett Davy Jones                                                            | Jaguar XJR-12                      | G     | 618   | Moteur               |
| 10   | LM     | 2  | Bud Light Jaguar Racing ( Tom Walkinshaw Racing) | Scott Goodyear Scott Pruett Davy Jones                                                            | Jaguar 6,5 l V12 Atmo              | G     | 618   | Moteur               |
| 11   | INV GT | 28 | Cigarette Racing                                 | Enzo Calderari Luigino Pagotto Sandro Angelastri Ronny Meixner (en)                               | Porsche 964 Carrera 2              |       | 618   |                      |
| 11   | INV GT | 28 | Cigarette Racing                                 | Enzo Calderari Luigino Pagotto Sandro Angelastri Ronny Meixner (en)                               | Porsche Flat-6 Atmo                |       | 618   |                      |
| 12   | Lights | 71 | Club Zed Motorsports                             | Peter Harholdt Rob Mingay Joseph Hamilton Ross Bentley (en) John Mirro                            | Tiga GT286                         |       | 615   |                      |
| 12   | Lights | 71 | Club Zed Motorsports                             | Peter Harholdt Rob Mingay Joseph Hamilton Ross Bentley (en) John Mirro                            | Mazda 3-Rotor                      |       | 615   |                      |
| 13   | INV GT | 27 | Porsche Club Hildesheim                          | Edgar Dören Oliver Mathai Wolfgang Mathai                                                         | Porsche 964 Carrera 2              | Y     | 596   |                      |
| 13   | INV GT | 27 | Porsche Club Hildesheim                          | Edgar Dören Oliver Mathai Wolfgang Mathai                                                         | Porsche Flat-6 Atmo                | Y     | 596   |                      |
| 14   | INV GT | 41 | Bernt Motorsport                                 | Stig Amthor Alfio Marchini Philippe de Craene Andreas Fuchs                                       | Porsche 964 Carrera 2              |       | 587   |                      |
| 14   | INV GT | 41 | Bernt Motorsport                                 | Stig Amthor Alfio Marchini Philippe de Craene Andreas Fuchs                                       | Porsche Flat-6 Atmo                |       | 587   |                      |
| 15   | GTU    | 58 | Pro-Technik Racing                               | Anthony Lazzaro Andre Toennis Omar Daniel Alex Tradd Frank Beard Sam Shalala                      | Porsche 911                        | G     | 577   |                      |
| 15   | GTU    | 58 | Pro-Technik Racing                               | Anthony Lazzaro Andre Toennis Omar Daniel Alex Tradd Frank Beard Sam Shalala                      | Porsche Flat-6 Atmo                | G     | 577   |                      |
| 16   | INV GT | 48 | Dave Maraj                                       | Oliver Kuttner Danny Marshall (en) Weldon Scrogham John Biggs                                     | Porsche 964 Carrera 2              | T     | 572   | Mécanique            |
| 16   | INV GT | 48 | Dave Maraj                                       | Oliver Kuttner Danny Marshall (en) Weldon Scrogham John Biggs                                     | Porsche Flat-6 Atmo                | T     | 572   | Mécanique            |
| 17   | INV GT | 5  | Mercruiser                                       | Peter Cunningham (en) Boris Said Shawn Hendricks Lou Gigliotti Jim Minneker                       | Chevrolet Corvette                 | G     | 570   | Différentiel         |
| 17   | INV GT | 5  | Mercruiser                                       | Peter Cunningham (en) Boris Said Shawn Hendricks Lou Gigliotti Jim Minneker                       | Chevrolet V8 Atmo                  | G     | 570   | Différentiel         |
| 18   | GTS    | 22 | John Josey                                       | Daniel Urrutia Craig Rubright Gene Whipp John Josey                                               | Chevrolet Camaro                   | G     | 551   | Moteur               |
| 18   | GTS    | 22 | John Josey                                       | Daniel Urrutia Craig Rubright Gene Whipp John Josey                                               | Chevrolet V8 Atmo                  | G     | 551   | Moteur               |
| 19   | INV GT | 92 | Scott Clarke                                     | Paul Lewis (en) Ludwig Heimrath Jr. (en) Paul Reisman Leigh Miller John Reisman                   | Porsche 944 Turbo                  | T     | 549   |                      |
| 19   | INV GT | 92 | Scott Clarke                                     | Paul Lewis (en) Ludwig Heimrath Jr. (en) Paul Reisman Leigh Miller John Reisman                   | Porsche I4 Turbo                   | T     | 549   |                      |
| 20   | Lights | 45 | Scandia Engineering                              | Fermín Vélez John Marconi Tom Hessert Jr. Don Bell                                                | Kudzu DG-2                         | G     | 546   | Embrayage            |
| 20   | Lights | 45 | Scandia Engineering                              | Fermín Vélez John Marconi Tom Hessert Jr. Don Bell                                                | Buick V6 Atmo                      | G     | 546   | Embrayage            |
| 21   | GTS    | 21 | Bruce Trenery                                    | Bruce Trenery Larry Less Andrew Osman Kent Painter                                                | Chevrolet Camaro                   | G     | 537   |                      |
| 21   | GTS    | 21 | Bruce Trenery                                    | Bruce Trenery Larry Less Andrew Osman Kent Painter                                                | Chevrolet V8 Atmo                  | G     | 537   |                      |
| 22   | GTS    | 87 | John Annis Racing                                | John Annis Robert Kirkland Louis Beall Dick Downs Bob Deeks Eddie Sharp (en)                      | Chevrolet Camaro                   |       | 529   |                      |
| 22   | GTS    | 87 | John Annis Racing                                | John Annis Robert Kirkland Louis Beall Dick Downs Bob Deeks Eddie Sharp (en)                      | Chevrolet V8 Atmo                  |       | 529   |                      |
| 23   | GTU    | 95 | Leitzinger Racing                                | Butch Leitzinger Bob Leitzinger Chuck Kurtz                                                       | Nissan 240SX                       |       | 528   |                      |
| 23   | GTU    | 95 | Leitzinger Racing                                | Butch Leitzinger Bob Leitzinger Chuck Kurtz                                                       | Nissan V6 Atmo                     |       | 528   |                      |
| 24   | Lights | 42 | Pro-Technik Racing                               | Buddy Lazier Sam Shalala Mike Sheehan Chris Ivey Anthony Lazzaro                                  | Fabcar CL                          |       | 523   |                      |
| 24   | Lights | 42 | Pro-Technik Racing                               | Buddy Lazier Sam Shalala Mike Sheehan Chris Ivey Anthony Lazzaro                                  | Porsche Type 901 3,0 l Flat-6 Atmo |       | 523   |                      |
| 25   | GTS    | 25 | Team Argentina/K.R.E.                            | Jorge Oyhanart Emilio Satriano Fabian Acuna Eduardo Ramos (en) Hugo Mazzacane                     | Oldsmobile Cutlass (en)            |       | 500   |                      |
| 25   | GTS    | 25 | Team Argentina/K.R.E.                            | Jorge Oyhanart Emilio Satriano Fabian Acuna Eduardo Ramos (en) Hugo Mazzacane                     | Oldsmobile                         |       | 500   |                      |
| 26   | GTU    | 08 | Henry Taleb Racing                               | Henry Taleb Alfonso Adarquea Marcelo Adarquea Ignacio Escobar                                     | Nissan 300ZX                       | Y     | 491   | Mécanique            |
| 26   | GTU    | 08 | Henry Taleb Racing                               | Henry Taleb Alfonso Adarquea Marcelo Adarquea Ignacio Escobar                                     | Nissan                             | Y     | 491   | Mécanique            |
| 27   | GTP    | 99 | All American Racers                              | Juan Manuel Fangio II Andy Wallace Kenny Acheson                                                  | Eagle MkIII (en)                   | G     | 481   | Moteur               |
| 27   | GTP    | 99 | All American Racers                              | Juan Manuel Fangio II Andy Wallace Kenny Acheson                                                  | Toyota 3S-GTM 2,1 l I4 Bi-Turbo    | G     | 481   | Moteur               |
| 28   | Lights | 44 | Scandia Engineering                              | Andy Evans Charles Morgan Lon Bender                                                              | Kudzu DG-2                         | G     | 461   | Embrayage            |
| 28   | Lights | 44 | Scandia Engineering                              | Andy Evans Charles Morgan Lon Bender                                                              | Buick V6 Atmo                      | G     | 461   | Embrayage            |
| 29   | GTS    | 90 | Les Delano                                       | Andy Petery Steve Fossett Gary Stewart Les Delano                                                 | Pontiac Firebird                   | G     | 438   | Moteur               |
| 29   | GTS    | 90 | Les Delano                                       | Andy Petery Steve Fossett Gary Stewart Les Delano                                                 | Pontiac                            | G     | 438   | Moteur               |
| 30   | GTU    | 26 | Alex Job Racing                                  | Mark Sandridge Butch Hamlet Charles Slater                                                        | Porsche 911                        | G     | 435   |                      |
| 30   | GTU    | 26 | Alex Job Racing                                  | Mark Sandridge Butch Hamlet Charles Slater                                                        | Porsche Flat-6 Atmo                | G     | 435   |                      |
| 31   | GTU    | 24 | Dibos Racing                                     | Juan Dibos Eduardo Dibós Chappuis Raúl Orlandini                                                  | Mazda MX-6                         | Y     | 435   |                      |
| 31   | GTU    | 24 | Dibos Racing                                     | Juan Dibos Eduardo Dibós Chappuis Raúl Orlandini                                                  | Mazda                              | Y     | 435   |                      |
| 32   | GTS    | 50 | Overbagh Racing                                  | Oma Kimbrough Robert McElheny Bob Hundredmark Mark Montgomery David Kicak Hoyt Overbagh           | Chevrolet Camaro                   |       | 433   | Moteur               |
| 32   | GTS    | 50 | Overbagh Racing                                  | Oma Kimbrough Robert McElheny Bob Hundredmark Mark Montgomery David Kicak Hoyt Overbagh           | Chevrolet V8 Atmo                  |       | 433   | Moteur               |
| 33   | INV GT | 94 | Morrison Motorsports                             | John Heinricy (en) Stu Hayner Andy Pilgrim Don Knowles                                            | Chevrolet Corvette                 |       | 432   |                      |
| 33   | INV GT | 94 | Morrison Motorsports                             | John Heinricy (en) Stu Hayner Andy Pilgrim Don Knowles                                            | Chevrolet V8 Atmo                  |       | 432   |                      |
| 34   | GTU    | 39 | Charles Wagner                                   | Bill Auberlen Mike Graham Dave Russell                                                            | Mazda MX-6                         |       | 430   |                      |
| 34   | GTU    | 39 | Charles Wagner                                   | Bill Auberlen Mike Graham Dave Russell                                                            | Mazda                              |       | 430   |                      |
| 35   | GTS    | 23 | Team Argentina/K.R.E.                            | Oscar Aventin (en) Juan Landa Osvaldo Morresi Osvaldo López (en)                                  | Oldsmobile Cutlass (en)            |       | 425   |                      |
| 35   | GTS    | 23 | Team Argentina/K.R.E.                            | Oscar Aventin (en) Juan Landa Osvaldo Morresi Osvaldo López (en)                                  | Oldsmobile                         |       | 425   |                      |
| 36   | GTU    | 12 | Support Net Racing                               | Henry Camferdam Dan Robson Gary Drummond                                                          | Mazda MX-6                         |       | 414   | Mécanique            |
| 36   | GTU    | 12 | Support Net Racing                               | Henry Camferdam Dan Robson Gary Drummond                                                          | Mazda Rotatif                      |       | 414   | Mécanique            |
| 37   | GTS    | 76 | Cunningham Racing                                | Geoff Brabham David Loring Dominic Dobson (en) Tommy Riggins                                      | Nissan 300ZX Turbo                 | Y     | 332   | Perte de roue        |
| 37   | GTS    | 76 | Cunningham Racing                                | Geoff Brabham David Loring Dominic Dobson (en) Tommy Riggins                                      | Nissan 3,0 l V6 Bi-Turbo           | Y     | 332   | Perte de roue        |
| 38   | GTU    | 73 | Jack Lewis Enterprises Ltd.                      | Stephen Hynes Jack Lewis Joe Cogbill                                                              | Porsche 911 Carrera RSR            |       | 293   | Moteur               |
| 38   | GTU    | 73 | Jack Lewis Enterprises Ltd.                      | Stephen Hynes Jack Lewis Joe Cogbill                                                              | Porsche Flat-6Atmo                 |       | 293   | Moteur               |
| 39   | Lights | 10 | John Macaluso                                    | John Macaluso Ed de Long Nick Holmes Bruce MacInnes                                               | Tiga GT286                         |       | 278   |                      |
| 39   | Lights | 10 | John Macaluso                                    | John Macaluso Ed de Long Nick Holmes Bruce MacInnes                                               | Buick                              |       | 278   |                      |
| 40   | GTP    | 66 | Team Gunnar                                      | Dennis Aase (en) Carlos Moran Chip Hanauer (en) Jay Cochran Bobby Carradine                       | Gunnar 966                         | G     | 271   | Moteur               |
| 40   | GTP    | 66 | Team Gunnar                                      | Dennis Aase (en) Carlos Moran Chip Hanauer (en) Jay Cochran Bobby Carradine                       | Porsche Flat-6 Turbo               | G     | 271   | Moteur               |
| 41   | GTP    | 6  | Joest Porsche                                    | Chip Robinson Hurley Haywood Henri Pescarolo Danny Sullivan                                       | Porsche 962                        | G     | 258   | Pompe à eau          |
| 41   | GTP    | 6  | Joest Porsche                                    | Chip Robinson Hurley Haywood Henri Pescarolo Danny Sullivan                                       | Porsche Flat-6 Bi-Turbo            | G     | 258   | Pompe à eau          |
| 42   | GTU    | 57 | Kryderacing                                      | Frank Del Vecchio Joe Danaher Guy Kuster Reed Kryder                                              | Nissan 240SX                       |       | 255   |                      |
| 42   | GTU    | 57 | Kryderacing                                      | Frank Del Vecchio Joe Danaher Guy Kuster Reed Kryder                                              | Nissan V6 Atmo                     |       | 255   |                      |
| 43   | INV GT | 93 | Morrison Motorsports                             | Del Percilla Andy Pilgrim Danny Kellermeyer Scott Allman Ron Nelson John Heinricy (en) Stu Hayner | Chevrolet Corvette                 | G     | 250   |                      |
| 43   | INV GT | 93 | Morrison Motorsports                             | Del Percilla Andy Pilgrim Danny Kellermeyer Scott Allman Ron Nelson John Heinricy (en) Stu Hayner | Chevrolet V8 Atmo                  | G     | 250   |                      |
| 44   | GTS    | 81 | Mark Kennedy                                     | Mark Kennedy Jeff Purvis (en) Hugh Fuller Jeff Swindel Mike Joy (en)                              | Chevrolet Camaro                   |       | 231   | Moteur               |
| 44   | GTS    | 81 | Mark Kennedy                                     | Mark Kennedy Jeff Purvis (en) Hugh Fuller Jeff Swindel Mike Joy (en)                              | Chevrolet V8 Atmo                  |       | 231   | Moteur               |
| 45   | GTS    | 07 | Don Arpin                                        | Tim Banks Paul Reckert Don Arpin                                                                  | Chevrolet Camaro                   |       | 213   |                      |
| 45   | GTS    | 07 | Don Arpin                                        | Tim Banks Paul Reckert Don Arpin                                                                  | Chevrolet V8 Atmo                  |       | 213   |                      |
| 46   | GTP    | 7  | Joest Porsche                                    | Bob Wollek Manuel Reuter Frank Jelinski "John Winter"                                             | Porsche 962                        | G     | 190   | Accident             |
| 46   | GTP    | 7  | Joest Porsche                                    | Bob Wollek Manuel Reuter Frank Jelinski "John Winter"                                             | Porsche Flat-6 Turbo               | G     | 190   | Accident             |
| 47   | GTS    | 18 | Tom Gloy Racing                                  | Ron Fellows Tomiko Yoshikawa Pieter Baljet Desiré Wilson                                          | Ford Mustang                       | G     | 189   | Moteur               |
| 47   | GTS    | 18 | Tom Gloy Racing                                  | Ron Fellows Tomiko Yoshikawa Pieter Baljet Desiré Wilson                                          | Ford                               | G     | 189   | Moteur               |
| 48   | GTS    | 67 | Kendall Oil Company                              | Paul Mazzacane Kenny Wallace Chester Edwards                                                      | Chevrolet Camaro                   |       | 183   | Moteur               |
| 48   | GTS    | 67 | Kendall Oil Company                              | Paul Mazzacane Kenny Wallace Chester Edwards                                                      | Chevrolet V8 Atmo                  |       | 183   | Moteur               |
| 49   | Lights | 40 | Bieri Racing                                     | John Jones (en) Paul Duckworth Neil Jamieson Ken Wilden Jeff Lapcevich                            | Alba AR2/6                         |       | 180   | Mécanique            |
| 49   | Lights | 40 | Bieri Racing                                     | John Jones (en) Paul Duckworth Neil Jamieson Ken Wilden Jeff Lapcevich                            | Ford V8 Atmo                       |       | 180   | Mécanique            |
| 50   | GTS    | 19 | Anthony Puleo                                    | Anthony Puleo William Wessel David Fuller Tim O'Brien                                             | Chevrolet Camaro                   |       | 174   |                      |
| 50   | GTS    | 19 | Anthony Puleo                                    | Anthony Puleo William Wessel David Fuller Tim O'Brien                                             | Chevrolet V8 Atmo                  |       | 174   |                      |
| 51   | GTP    | 20 | Hotchkis Racing                                  | Jim Adams Robert Kirby Chris Cord (en)                                                            | Porsche 962                        |       | 162   | Moteur               |
| 51   | GTP    | 20 | Hotchkis Racing                                  | Jim Adams Robert Kirby Chris Cord (en)                                                            | Porsche Flat-6 Turbo               |       | 162   | Moteur               |
| 52   | GTS    | 31 | Rocketsports Racing                              | Dorsey Schroeder (en) Jack Baldwin (en)                                                           | Oldsmobile Cutlass (en)            | G     | 159   | Mécanique            |
| 52   | GTS    | 31 | Rocketsports Racing                              | Dorsey Schroeder (en) Jack Baldwin (en)                                                           | Oldsmobile                         | G     | 159   | Mécanique            |
| 53   | GTS    | 35 | Bill McDill                                      | Richard McDill Tom Juckette Bill McDill                                                           | Chevrolet Camaro                   |       | 156   | Accident             |
| 53   | GTS    | 35 | Bill McDill                                      | Richard McDill Tom Juckette Bill McDill                                                           | Chevrolet V8 Atmo                  |       | 156   | Accident             |
| 54   | Lights | 9  | Brix Racing                                      | Bob Earl Chris Smith (en) Bob Schader                                                             | Spice AK93                         |       | 152   | Moteur               |
| 54   | Lights | 9  | Brix Racing                                      | Bob Earl Chris Smith (en) Bob Schader                                                             | Acura V6                           |       | 152   | Moteur               |
| 55   | GTS    | 51 | Rocketsports Racing                              | Calvin Fish (en) George Robinson                                                                  | Oldsmobile Cutlass (en)            | G     | 113   | Mécanique            |
| 55   | GTS    | 51 | Rocketsports Racing                              | Calvin Fish (en) George Robinson                                                                  | Oldsmobile                         | G     | 113   | Mécanique            |
| 56   | INV GT | 4  | Mercruiser                                       | R. J. Valentine Max Schmidt Jim Minneker Ken Payson Lou Gigliotti                                 | Chevrolet Corvette                 |       | 111   | Accident             |
| 56   | INV GT | 4  | Mercruiser                                       | R. J. Valentine Max Schmidt Jim Minneker Ken Payson Lou Gigliotti                                 | Chevrolet V8 Atmo                  |       | 111   | Accident             |
| 57   | INV GT | 01 | Rohr Corporation                                 | John O'Steen Larry Schumacher Jochen Rohr                                                         | Porsche 964 Carrera 2 Cup          |       | 103   | Moteur               |
| 57   | INV GT | 01 | Rohr Corporation                                 | John O'Steen Larry Schumacher Jochen Rohr                                                         | Porsche Flat-6 Atmo                |       | 103   | Moteur               |
| 58   | LM     | 32 | Bud Light Jaguar Racing ( Tom Walkinshaw Racing) | Davy Jones David Brabham John Nielsen John Andretti                                               | Jaguar XJR-12                      | G     | 92    | Tenue de route       |
| 58   | LM     | 32 | Bud Light Jaguar Racing ( Tom Walkinshaw Racing) | Davy Jones David Brabham John Nielsen John Andretti                                               | Jaguar 6,5 l V12 Atmo              | G     | 92    | Tenue de route       |
| 59   | Lights | 49 | Comptech Racing                                  | Parker Johnstone (en) Steve Cameron Dan Marvin (en)                                               | Spice SE91P                        | G     | 24    | Problème électrique  |
| 59   | Lights | 49 | Comptech Racing                                  | Parker Johnstone (en) Steve Cameron Dan Marvin (en)                                               | Acura V6 Atmo                      | G     | 24    | Problème électrique  |
| 60   | LM     | 3  | Bud Light Jaguar Racing ( Tom Walkinshaw Racing) | John Nielsen Mario Andretti David Brabham                                                         | Jaguar XJR-12                      | G     | 18    | Fuite d'huile        |
| 60   | LM     | 3  | Bud Light Jaguar Racing ( Tom Walkinshaw Racing) | John Nielsen Mario Andretti David Brabham                                                         | Jaguar 6,5 l V12 Atmo              | G     | 18    | Fuite d'huile        |

## Pole position et record du tour
- Pole position :  P. J. Jones (en) (#98 All American Racers) en 1 min 33 s 875
- Meilleur tour en course :  P. J. Jones (en) (#98 All American Racers) en 1 min 39 s 363